# Liste der Baudenkmale in Rongotea
Die Liste der Baudenkmale in Rongotea umfasst alle vom New Zealand Historic Places Trust (NZHPT) als „Historic Place“ oder „Historic Area“ eingestuften Baudenkmale und Flächendenkmale der neuseeländischen Ortschaft Rongotea. Die Angaben stammen aus dem Register des NZHPT. Die Bezeichnungen der Baudenkmale orientieren sich an diesem Register. In die Liste werden auch bekannte Wahi Tapu (Area), kulturell und religiös bedeutsame Stätten und Gebiete der Māori, aufgenommen. Sie werden jedoch meist nicht publiziert.

| Bild                                                                                               | Bezeichnung                            | Ort      | Anschrift                 | Beschreibung           | Bauzeit | Eintrag        | Nummer | Kat. |
| -------------------------------------------------------------------------------------------------- | -------------------------------------- | -------- | ------------------------- | ---------------------- | ------- | -------------- | ------ | ---- |
| [[Vorlage:Bilderwunsch/code!/C:-40.3452,175.5283!/D:House [Relocated], 1592 Rongotea Road!/\|BW]]  | House [Relocated]                      | Rongotea | 1592 Rongotea Road Karte  | Wohnhaus               | 1905    | 2. Juli 1982   | 1261   | 2    |
| [[Vorlage:Bilderwunsch/code!/C:-40.3059,175.3904!/D:House [Relocated], 277 Kaimatarau Road!/\|BW]] | House [Relocated]                      | Rongotea | 277 Kaimatarau Road Karte | Wohnhaus               | 1904    | 2. Juli 1982   | 1262   | 2    |
| Bank of New Zealand (Former)                                                                       | Bank of New Zealand (Former)           | Rongotea | 11 Douglas Square Karte   | Bankfiliale, ehemalige | 1908    | 30. April 2010 | 2816   | 2    |
| BW                                                                                                 | St Simon and St Jude Church (Anglican) | Rongotea | 9-11 Ouse Street Karte    | Kirche, anglikanische  | 1895    | 30. April 1983 | 2817   | 2    |